# Lista de deputados estaduais de Goiás da 3.ª legislatura
Essa é uma lista de deputados estaduais de Goiás eleitos para o período 1955-1959.

## Composição das bancadas
| Partido | Líder                    | Bancada | Posição  |
| ------- | ------------------------ | ------- | -------- |
| PSD     | Gerson de Castro Costa   | 14 / 32 | Governo  |
| UDN     | José Augusto Ferreira    | 8 / 32  | Oposição |
| PSP     | Lincoln Xavier Nunes     | 6 / 32  | Oposição |
| PTB     | Antônio Rezende Monteiro | 4 / 32  | Governo  |

## Deputados estaduais
| Número | Deputados estaduais eleitos        | Partido | Votação | Cidade onde nasceu     | Unidade federativa |
| 41910  | Wilson da Paixão                   | PSD     | 6.219   | Catalão                | Goiás              |
| 22859  | Vilmar Guimarães                   | UDN     | 5.317   | Rio Verde              | Goiás              |
| 41729  | Venerando de Freitas Borges        | PSD     | 5.227   | Anápolis               | Goiás              |
| 41894  | Cileneu França                     | PSD     | 4.541   | Jataí                  | Goiás              |
| 46156  | Lincoln Xavier Nunes               | PSP     | 4.122   | Anápolis               | Goiás              |
| 41616  | Misach Ferreira Júnior             | PSD     | 3.881   | Silvânia               | Goiás              |
| 41291  | Celestino Filho                    | PSD     | 3.879   | Corumbaíba             | Goiás              |
| 41173  | Castro Costa                       | PSD     | 3.836   | Trindade               | Goiás              |
| 41383  | José Freire                        | PSD     | 3.670   | Arraias                | Tocantins          |
| 22922  | Waldir Quinta                      | UDN     | 3.480   | Caldas Novas           | Goiás              |
| 41571  | Agenor Diamantino                  | PSD     | 3.474   | Rio Verde              | Goiás              |
| 22797  | Edmundo José de Moraes Neto        | UDN     | 3.413   | Goiás                  | Goiás              |
| 41832  | Natal Gonçalves de Araújo          | PSD     | 3.330   | Santa Cruz de Goiás    | Goiás              |
| 46941  | Felicíssimo do Espirito Santo Neto | PSP     | 3.230   | Goiás                  | Goiás              |
| 22930  | Francisco de Brito                 | UDN     | 3.135   | Conceição do Tocantins | Tocantins          |
| 41948  | Berenice Teixeira Artiaga          | PSD     | 3.131   | Santa Cruz de Goiás    | Goiás              |
| 22855  | José Augusto Ferreira              | UDN     | 3.081   | Jataí                  | Goiás              |
| 22337  | Lisboa Machado                     | UDN     | 3.064   | Monte Alegre de Minas  | Minas Gerais       |
| 46992  | Paulo Limírio Malheiros            | PSP     | 3.052   | Formosa                | Goiás              |
| 22988  | Antônio José de Oliveira           | UDN     | 3.041   | Monte Alegre de Goiás  | Goiás              |
| 22608  | Ary Demóstenes de Almeida          | UDN     | 3.033   | Anápolis               | Goiás              |
| 41329  | Clotário de Freitas                | PSD     | 3.003   | Jaraguá                | Goiás              |
| 46893  | Joviano Rincon Segóvia             | PSP     | 2.955   | Uberaba                | Minas Gerais       |
| 41249  | Nelson Siqueira                    | PSD     | 2.871   | Santa Cruz de Goiás    | Goiás              |
| 46520  | Mário Mendonça Neto                | PSP     | 2.830   | Catalão                | Goiás              |
| 14176  | Almerinda Magalhães Arantes        | PTB     | 2.784   | Posse                  | Goiás              |
| 41145  | Jerônimo Pinheiro de Abreu         | PSD     | 2.781   | Itaberaí               | Goiás              |
| 46998  | Gabriel de Campos Guimarães        | PSP     | 2.775   | Planaltina             | Goiás              |
| 41831  | Jair Abrão Estrela                 | PSD     | 2.564   | Ipameri                | Goiás              |
| 14430  | Rezende Monteiro                   | PTB     | 2.392   | Caiapônia              | Goiás              |
| 14324  | Antônio de Queiroz Barreto         | PTB     | 2.284   | Goiás                  | Goiás              |
| 14179  | Luiz Ângelo Milazzo                | PTB     | 2.214   | Juiz de Fora           | Minas Gerais       |